# Lophochorista
Lophochorista là một chi bướm đêm thuộc họ Geometridae.